# Tenedos procreator
Tenedos procreator là một loài nhện trong họ Zodariidae.
Loài này thuộc chi Tenedos. Tenedos procreator được Rudy Jocqué & Léon Baert miêu tả năm 2002.